# Karl Johann Pfefferkorn von Ottenbach
Karl Johann Pfefferkorn von Ottobach il cui nome completo è Karl Johann Nepomuk Freiherr Pfefferkorn von Ottobach (1725 – 28 febbraio 1809) fu un feldmarschallleutnant austriaco.
In precedenza fu maggior generale (in tedesco: Generalmajor) dal 1783 al 1790, anno dell'avanzamento di grado. Egli è principalmente ricordato per la soppressione della rivolta di Horea, Cloșca e Crișan.